# Bubble sort
O bubble sort, ou ordenação por flutuação (literalmente "por bolha"), é um algoritmo de ordenação dos mais simples. A ideia é percorrer um conjunto de elementos diversas vezes, e a cada passagem fazer flutuar para o topo o maior elemento da sequência. Essa movimentação lembra a forma como as bolhas em um tanque de água procuram seu próprio nível, e disso vem o nome do algoritmo.
No melhor caso, o algoritmo executa {\displaystyle n} operações relevantes, onde {\displaystyle n} representa o número de elementos do vector. No pior caso, são feitas {\displaystyle n^{2}} operações. A complexidade desse algoritmo é de ordem quadrática. Por isso, ele não é recomendado para programas que precisem de velocidade e operem com quantidade elevada de dados.

## Implementações

### Pseudocódigo
Este algoritmo percorre a lista de itens ordenáveis do início ao fim, verificando a ordem dos elementos dois a dois, e trocando-os de lugar se necessário. Percorre-se a lista até que nenhum elemento tenha sido trocado de lugar na passagem anterior.
```
procedure
 bubbleSort( A 
:
 lista de itens ordenaveis ) 
defined as:

  
do

    trocado := false
    
for each
 i 
in
 0 
to
 length( A ) - 2 
do:

      
// verificar se os elementos estão na ordem certa

      
if
 A[ i ] > A[ i + 1 ] 
then

        
// trocar elementos de lugar

        trocar( A[ i ], A[ i + 1 ] )
        trocado := true
      
end if

    
end for

  
// enquanto houver elementos sendo reordenados.

  
while
 trocado

end procedure
```

### C
Uma versão em C, recursiva :
Entra: tamanho do vetor a ser organizado e vetor de números.
Saida: vetor organizado.
```
#include
<stdio.h>

#include
<stdlib.h>

void
 
swap
(
int
 
*
a
,
 
int
 
*
b
){
 

    
int
 
temp
 
=
 
*
a
;
 

    
*
a
 
=
 
*
b
;
 

    
*
b
 
=
 
temp
;
 

}
 

void
 
bubbleSort
(
int
 
*
v
,
 
int
 
n
){
 

    
if
 
(
n
 
<
 
1
)
return
;
 

 

    
for
 
(
int
 
i
=
0
;
 
i
<
n
;
 
i
++
)
 

        
if
 
(
v
[
i
]
 
>
 
v
[
i
+
1
])
 

            
swap
(
&
v
[
i
],
 
&
v
[
i
+
1
]);
  

    
bubbleSort
(
v
,
 
n
-1
);
 

}
 

int
 
main
(){

    
int
 
tam
,
i
,
*
v
;

    
scanf
(
"%d"
,
&
tam
);

    
v
=
(
int
*
)
malloc
(
tam
*
sizeof
(
int
));

    
for
(
i
=
0
;
i
<
tam
;
i
++
)
scanf
(
"%d"
,
&
v
[
i
]);

    
bubbleSort
(
v
,
tam
-1
);

    
for
(
i
=
0
;
i
<
tam
;
i
++
)
printf
(
"%d "
,
v
[
i
]);

    
return
 
0
;

}

```

### Python
```
def
 
bubble_sort
(
numeros
: 
list
[
float
],
 
verbose
: 
bool
 
=
 
False
)
:

    
"""

    Ordena uma lista de números de forma ascendente.

    BigO* = n²-n

    *Embora a literatura considere a complexidade n².

    """

    
n
 
=
 
len
(
numeros
)

    
bigO
 
=
 
0

    
if
 
verbose
:

        
print
(
f
"BigO* = {n}²-{n} = {n ** 2 - n}"
)

        
print
(
f
"*Embora a literatura considere a complexidade n²."
)

    
for
 
i
 
in
 
range
(
n
)
:

        
for
 
j
 
in
 
range
(
n
 
-
 
1
)
:

            
bigO
 
+=
 
1

            
x
 
=
 
numeros
[
j
]

            
y
 
=
 
numeros
[
j
+
1
]

            
swap
 
=
 
x
 
>
 
y

            
if
 
verbose
:

                
print
(
f
'
BigO
({
bigO
})
 
=>
 
{
numeros
}
 
x
=
{
x
}
 
y
=
{
y
}
 
Swap
: 
{
swap
}
'
)

            
if
 
swap
:

                
numeros
[
j
],
 
numeros
[
j
+
1
]
 
=
 
y
,
 
x

    
return
 
numeros

array
 
=
 
[
9
,
8
,
7
,
6
,
5
,
4
,
3
,
2
,
1
,
0
]

print
(
f
"Lista desordenada: {array}"
)

print
(
f
"Lista ordenada...: {bubble_sort(array, verbose=True)}"
)

```

### V
```
// Loop

fn
 
bubble_sort_loop
<
T
>
(
mut
 
array_to_sort
 
[]
T
,
 
compare
 
fn
 
(
a
 
T
,
 
b
 
T
)
 
bool
)
 
{

  
array_to_sort_len
 
:
=
 
array_to_sort
.
len

  
for
 
i
 
in
 
0
..
array_to_sort_len
 
{

    
for
 
j
 
in
 
i
 
+
 
1
..
array_to_sort_len
 
{

      
if
 
compare
(
array_to_sort
[
i
],
 
array_to_sort
[
j
])
 
{

        
array_to_sort
[
i
],
 
array_to_sort
[
j
]
 
=
 
array_to_sort
[
j
],
 
array_to_sort
[
i
]

        
/*tmp := array_to_sort[i]

        array_to_sort[i] = array_to_sort[j]

        array_to_sort[j] = tmp*/

      
}

    
}

  
}

}

fn
 
bubble_sort_loop_clone
<
T
>
(
array_to_sort
 
[]
T
,
 
compare
 
fn
 
(
a
 
T
,
 
b
 
T
)
 
bool
)
 
[]
T
 
{

  
mut
 
array_to_sort_clone
 
:
=
 
array_to_sort
.
clone
()

  
bubble_sort_loop
<
T
>
(
mut
 
array_to_sort_clone
,
 
compare
)

  
//return function_clone<T>(bubble_sort_loop, array_to_sort, compare)

  
return
 
array_to_sort_clone

}

// Recursion

fn
 
bubble_sort_recursion
<
T
>
(
mut
 
array_to_sort
 
[]
T
,
 
compare
 
fn
 
(
a
 
T
,
 
b
 
T
)
 
bool
)
 
{

  
array_to_sort_len
 
:
=
 
array_to_sort
.
len

  
if
 
array_to_sort_len
 
<=
 
1
 
{
 
return
 
}

  
for
 
i
 
in
 
0
..
array_to_sort_len
 
-
 
1
 
{

    
if
 
compare
(
array_to_sort
[
i
],
 
array_to_sort
[
i
 
+
 
1
])
 
{

      
array_to_sort
[
i
],
 
array_to_sort
[
i
 
+
 
1
]
 
=
 
array_to_sort
[
i
 
+
 
1
],
 
array_to_sort
[
i
]

      
/*tmp := array_to_sort[i]

      array_to_sort[i] = array_to_sort[j]

      array_to_sort[j] = tmp*/

    
}

  
}

  
bubble_sort_recursion
<
T
>
(
mut
 
array_to_sort
[
0
..
array_to_sort_len
 
-
 
1
],
 
compare
)

}

fn
 
bubble_sort_recursion_clone
<
T
>
(
array_to_sort
 
[]
T
,
 
compare
 
fn
 
(
a
 
T
,
 
b
 
T
)
 
bool
)
 
[]
T
 
{

  
mut
 
array_to_sort_clone
 
:
=
 
array_to_sort
.
clone
()

  
bubble_sort_recursion
<
T
>
(
mut
 
array_to_sort_clone
,
 
compare
)

  
return
 
array_to_sort_clone

}

// Bubble Sort

enum
 
LoopRec
 
{

  
loop

  
recursion

}

fn
 
bubble_sort
<
T
>
(
mut
 
array_to_sort
 
[]
T
,
 
compare
 
fn
 
(
a
 
T
,
 
b
 
T
)
 
bool
,
 
loop_rec
 
LoopRec
)
 
{

  
match
 
loop_rec
 
{

    
.
loop
 
{
 
bubble_sort_loop
<
T
>
(
mut
 
array_to_sort
,
 
compare
)
 
}

    
.
recursion
 
{
 
bubble_sort_recursion
<
T
>
(
mut
 
array_to_sort
,
 
compare
)
 
}

  
}

}

fn
 
bubble_sort_clone
<
T
>
(
array_to_sort
 
[]
T
,
 
compare
 
fn
 
(
a
 
T
,
 
b
 
T
)
 
bool
,
 
loop_rec
 
LoopRec
)
 
[]
T
 
{

  
return
 
match
 
loop_rec
 
{

    
.
loop
 
{
 
bubble_sort_loop_clone
<
T
>
(
array_to_sort
,
 
compare
)
 
}

    
.
recursion
 
{
 
bubble_sort_recursion_clone
<
T
>
(
array_to_sort
,
 
compare
)
 
}

  
}

}

```